# Гунма
Гунма (на японски: 群馬県, по английската Система на Хепбърн Gunma-ken, Гунма-кен) е една от 47-те префектури на Япония, разположена в централната част на страната на най-големия японски остров Хоншу. Гунма е с население от 2 024 044 жители (19-а по население към 1 октомври 2005 г.) и има обща площ от 6363,16 km2 (21-ва по площ). Град Маебаши е административният център на префектурата. В Гунма са разположени 12 града.